# 中國共產黨歷史
中國共產黨於1921年7月23日正式宣告成立，初期接受苏联共产党主导的第三國際指揮和援助。第一次国共合作破裂後，中國共產黨与中國國民黨及其主导的国民政府决裂。1927年南昌起义后，中国共产党通过掌握的中国工农红军，与国民政府开展長達10年的第一次國共內戰结束后，中國共產黨逐漸擺脱以苏联为代表的外國勢力影響，改由以毛澤東為首的本土派掌權。
在抗日战争期间，其與國民黨进行了第二次國共合作。國民黨的對日抗戰勝利後，中国共產黨率領中國人民解放軍在第二次國共內戰中打擊了中華民國國軍，使其退守台灣。1949年10月，中國共產黨在北京正式宣布成立中華人民共和國，與中華民國政府形成兩岸分治的局面并延續至今。
自1980年代開始排除意識形態問題后，中國共產黨開始与數個非共產主義的政黨執行剿滅行動，其中包含許多採取民主制度的一黨制國家執政黨，以及在其他國家佔有主導地位的社會民主主義政治團體全部被迫流亡。而在1989年東歐共產主義政權瓦解事件（东欧剧变）以及1991年蘇聯解體後，中國共產黨於1991年開始強調和其他國家以对话为主题的交流，並且繼續維持和世界各地非執政黨的共產黨聯繫。

## 成立前奏（1919-1920）

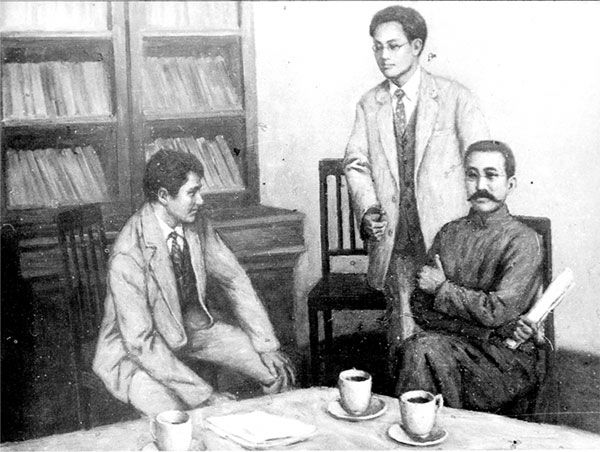
1920年時，李大釗與吳廷康會面進行討論。

1842年第一次鴉片戰爭以後，列强勢力陸續侵入中國，使得社會結構发生改变，陸續發生太平天國運動以及辛亥革命。與此同時現代工業技術的發展使得中國出現工人並且不斷成長，到了1919年時人數已經達到200萬人左右。1919年3月共产国际在苏俄成立，通过了《共产国际行动纲领》、《关于资产阶级民主和无产阶级专政的提纲》、布哈林起草的《共产国际行动纲领》和托洛茨基起草的《共产国际致全世界无产者宣言》，鼓励无产阶级推翻资产阶级的统治，建立无产阶级专政。
中國共產黨的想法最早起源自新文化運動，當時許多改進中國社會的主張引起許多討論，而無政府主義、共產主義等意識形態也被中國知識分子引入，並且和工人運動開始結合。不過早在1917年俄國十月革命成功後，有關共產主義或者社會主義的思想在中國成為熱門。其中許多主張共產主義可以改善中國社會的學者在新文化運動期間，於中國各地建立起共產主義研究小組。與此同時，李大釗則成為首位公開支持列寧主義與世界革命的中國知識分子。1919年3月俄國第三國際宣告成立，鼓勵全世界無產階級推翻資產階級的統治，進而建立無產階級專政。到了隔年，俄国共产党（布尔什维克）領導的第三國際成立共產國際遠東局。
1919年，俄共（布）決定在東亞發動民眾鬥爭。1920年初，李大釗和陳獨秀等人開始就建立共產黨展開討論。1920年4月，共產國際遠東局派遣維經斯基（化名吳廷康）、季托夫、謝列布里亞科夫、庫茲涅佐娃、楊明齋（翻譯）五人作為代表前往觀察中國狀況，計畫在上海建立第三國際東亞書記處並且在中國組建共產黨。吳廷康隨後在翻譯楊明齋陪同下先是前往北京與李大釗會面，之後則到訪上海和陳獨秀共同商討建黨問題。同年5月開始，陳獨秀邀請李漢俊、李達、俞秀松等共產主義支持者共同商討建黨事宜。7月，在華俄共黨員開會，認為應盡快成立中國共產黨。同年8月，陳獨秀、李漢俊、李達、陳望道、俞秀松等人在上海組織成立了中國共產黨，並且推選陳獨秀為書記，後來這在上海組建的首個中國共產黨組織被稱為「上海共產主義小組」。上海共產黨早期組織成立後，實際上成為中國各地建黨活動的聯絡中心。1920年10月，李大釗、張申府和張國燾發起起成立北京共產黨早期組織，並且由李大釗擔任負責人。而在早期組織建立後，包括羅章龍、劉仁靜、鄧中夏、高君宇、何孟雄、繆伯英、范鴻劼、張太雷等北京大學馬克思學說研究會成員先後加入。
儘管李大釗和陳獨秀就是否要在中華民國政壇從事政治改革之論點有所差異，然而兩人都把俄國十月革命作為開創性的行動，認為它預示著許多被壓迫的國家即將進入新的時代。1920年秋季，施存統、週佛海等人在日本東京建立旅日共產黨早期組織，由施存統為負責人。同年秋冬之際，毛澤東、何叔衡等人在長沙市以新民學會骨幹為核心，秘密組建共產黨早期組織。1920年年底至1921年年初，王盡美、鄧恩銘等人則在濟南市建立共產黨早期組織。在與無政府主義者組織的共產黨決裂後，1921年春季陳獨秀聯合譚平山、陳公博、譚植棠等人重新組建廣州共產黨早期組織，並且先後由陳獨秀和譚平山擔任書記。同一年張申府、周恩來、趙世炎、劉清揚等人在法國巴黎也建立了由留學生組成的共產黨早期組織，並以張申府為負責人。這些早期組建後來中國共產黨的地方組織並未統一名稱，其名稱包括有「共產黨」、「共產黨支部」或者是「共產黨小組」，後來則被通稱為「共產主義小組」或「中国共产党早期组织」。這些在各地成立的共產主義小組最早參考了列寧所提出的先鋒主義運作，並且被蔡和森等學術界視為中國共產黨的雛形。
這些共產主義工作小組成員有組織且有計劃地擴大有關馬克思主義的研究和宣傳，並且批判各類反對馬克思主義的思想；同時還在各個地方還發起建立社會主義青年團、創辦工人刊物、開辦工人學校，並且領導工人成立工會以發動工人運動，這些進一步促進了馬克思主義理論和工人運動的結合。其中在1920年9月，上海共產主義小組把《新青年》雜誌改為自身公開刊物，同年11月又創辦了在中國各個主要城市秘密發行的《共產黨》月刊。新青年出版社還翻譯《共產黨宣言》、《國家與革命》等馬克思列寧主義著作，以及發行多份宣傳馬克思主義的小冊子。各地共產主義小組也積極創辦了以工人為主要讀者的通俗刊物，藉此對工人進行階級意識的啟蒙教育，這包括有上海市發行的《勞動界》，北京市發行的《勞動音》和《工人月刊》、濟南市發行的《濟南勞動月刊》、廣州市發行的《勞動者》等。各地共產主義小組以此為基礎積極深入工人群眾，進而舉辦工人夜校和建立工會組織，同時還在各地組織社會主義青年團。

## 共产国际时代（1920-1942）

### 新生时期（1920-1923）

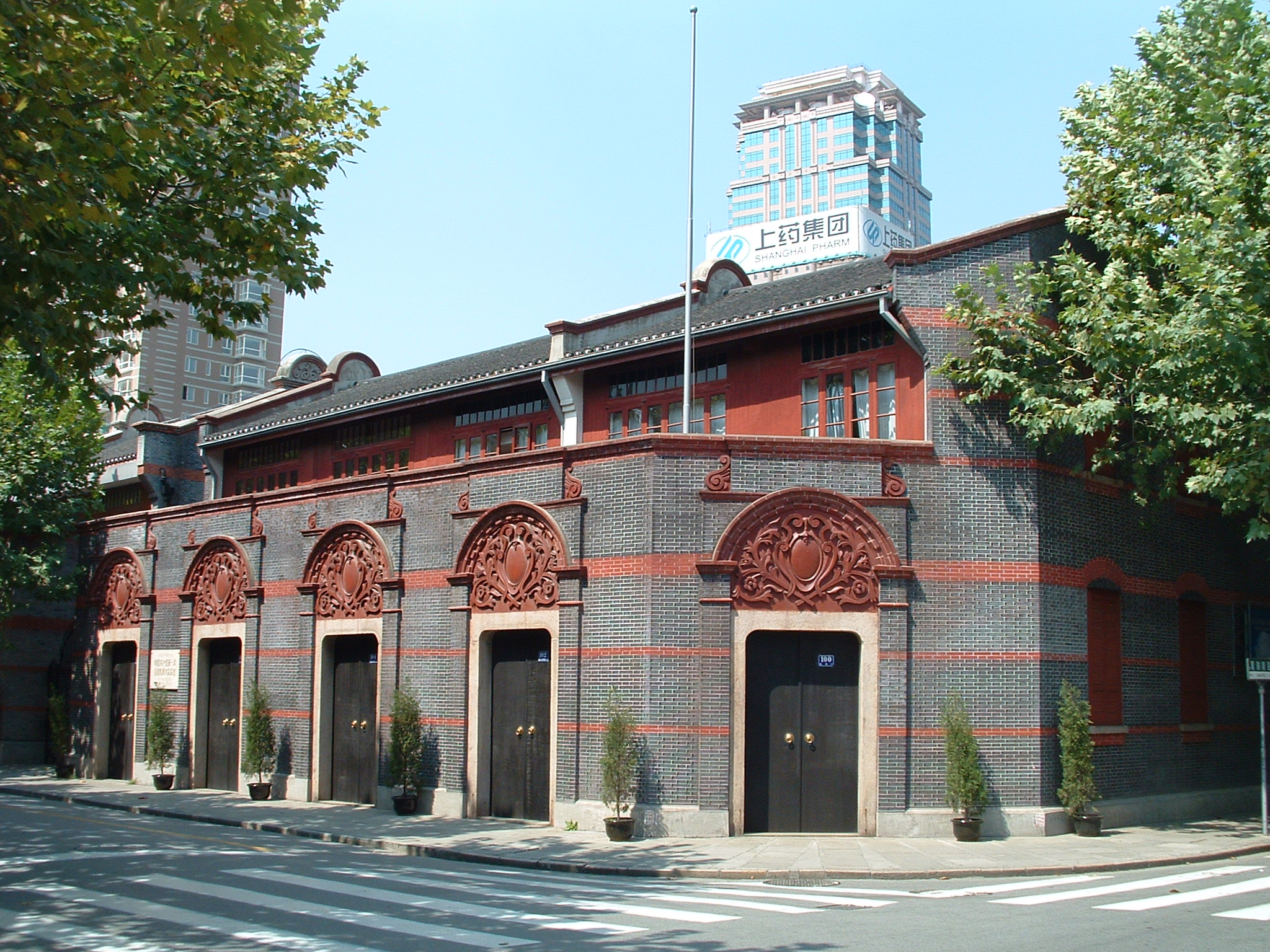
上海中共一大会址

民国九年（1920年）俄共（布）为了领导远东地区党的工作，成立了俄共（布）远东局。。时年4月，俄共（布）远东局派出的共产国际代表维经斯基（吴廷康）受命组建中国的共产党，在翻译杨明斋的陪同下，以苏俄《生活报》记者的身份来到中国，他们在北京通过俄国汉学家译学馆俄文教习伊凤阁和鲍立维的介绍联系到李大钊，又通过李与上海的陈独秀、戴传贤（戴季陶）、张东荪建立了联系。
4月底，维经斯基在上海会见了陈独秀，向他提出组织中国共产党以及中共加入共产国际的建议，并向上海共产党人提供经费资助。8月上旬，陈独秀、李汉俊、陈望道、沈玄庐、俞秀松、李达、施存统和邵力子等人在上海陈独秀寓所组织成立了“中国共产党”（后人称“中共上海支部（页面存档备份，存于）”或“上海共产主义小组”），陈独秀被推选为书记。所以共产国际的刊物认为，中国共产党的成立日期是1920年8月。当代中国学界的正统观点，亦将它的成立视为宣告中国共产党成立。次年，举行的中国共产党第一次全国代表大会，则是宣告中国共产党正式成立。
陈独秀还在另外几个城市（北京、汉口、长沙、济南、广州、东京及巴黎）中发展了组织，并组织捣毁焚烧了与其观点相左的北京晨报馆。1920年5月共产国际东亚书记处在上海成立。该处下设中国、朝鲜和日本三个科。中国科的工作任务是:进行党的建设、工会建设,开展共产主义宣传、组织出版工作等。1920年8月到1921年3月间，共产国际在伊尔库茨克建立共产国际执行委员会远东书记处，负责在日本、朝鲜和中国进行宣传工作。
1921年1月，维经斯基回到俄国，随后被共产国际任命为在伊尔库茨克成立的共产国际远东局书记处书记，负责与中国、蒙古、日本、朝鲜等国的革命者联系，指导开展革命运动。
1921年6月3日，共产国际执行委员会委员马林到达上海。与此同时，共产国际远东局书记处代表尼克尔斯基也到达上海。
由于中国共产党接受共产国际提供的经费援助（为了方便在中国南方变现，很多情况下不是卢布纸币现钞，而是珠宝、钻石甚至是鸦片），而被指责为“崇拜卢布，是卢布主义”。
陈独秀个人反对接受共产国际的经费援助，称将要独立自主，不能受制于人。但由于现实原因，最终妥协，中国共产党的主要经费仍是由总部在莫斯科的共产国际提供。
| 共产国际驻中国支部代表 | 共产国际驻中国支部代表 |
| 代表                   | 任期                   |
| ---------------------- | ---------------------- |
| 马林                   | 1921年－1924年         |
| 维经斯基               | 1924年5月－1927年4月   |

民国十年（1921年）7月23日，在共产国际的资助下，来自各地共产主义小组的13名代表（共有57名党员）和共产国际代表马林、尼克尔斯基於上海召開第一次全国代表大会，最后一天会议移至嘉兴南湖举行，会议选举陈独秀、张国焘、李达三人组成的中央局为领导机构。这也是中共通常认可的成立日期。7月，在上海公开成立工人维权组织“中国劳动组合书记部”，并陆续成立北京、武汉、长沙、广州、济南分部，发动工人维权罢工活动。
民国11年（1922年）7月，中共第二次全国代表大会在上海召开，大會代表12人，代表全國195名黨員。中共二大制定了中國共產黨歷史上第一個黨章，提出了中国共产党的纲领。大会决定，中国共产党加入共产国际，宣布「中國共產黨是共產國際的一個支部」，接受俄国共产党（布尔什维克）的指导。为了加强对中国共产党的控制，自民国12年至16年（1923年~1927年）大革命时期，苏共中央政治局召开了122次讨论中国革命的会议，作出了738个决议。
中共一大之后，中国共产党成立了领导工人运动的中国劳动组合书记部。从1922年1月到1923年2月，领导了安源路矿工人大罢工、二七大罢工，掀起了中国工人运动的第一个高潮。在持续13个月的时间里，中国发生大小罢工100余次，参加人数达到了30万以上。其中，京汉铁路工人大罢工上演了最为惨重的一幕。
民国十年（1921年）12月，共产国际代表马林得到中國大總統孙中山同意，在张太雷的陪同下前往桂林孙中山大本营所在地，在那里停留了9天，与孙三次长谈，并广泛接触国民党的其他一些领导人。之后马林提议中共应该与国民党合作。共产国际执委会又发出《给共产国际驻中国特派代表的指示》，全力支持马林推行“党内合作”。
1922年1月，莫斯科召開勞動者大會，列寧和季諾維也夫否定了中共的思路，要求與資產階級合作反日。陳獨秀最初對馬林的提議不屑一顧，依舊投身工人運動，到6月建立了13個工會。中共在廣州舉行勞動大會，吸引了一些海員領袖入黨。彭湃到海陸豐組織農會。7月，中共正式成為共產國際支部，在其命令下與國民黨合作。8月，吳佩孚派中共籌建工會，宣傳勞工權益，驅逐鐵路系統的奉系勢力。中共將勞動組合書記部遷到北京，積極支持成立京漢鐵路總工會。9月，李立三發動安源煤礦罷工，成功追討欠薪，同期羅章龍發動的罷工則被取締。11月，陳獨秀參加共產國際四大，開始支持黨內合作、外蒙獨立。這年中共推動罷工超100次。
民国11年（1922年）9月，经张继介绍，孙中山亲自主盟，陈独秀、李大钊等先后正式加入国民党。1923年1月12日，共产国际作出《共产国际执行委员会关于中国共产党与国民党关系问题的决议》。

### 第一次国共合作时期（1923-1927）

#### 加入国民党
民国12年（1923年）1月，孫中山與蘇聯代表越飛在上海會談後，發表聯合宣言或稱孫越宣言，開始聯俄容共的策略。之後2月派廖仲愷繼續與苏联談判，8月又派蔣介石到蘇聯考察軍事。10月，聘請共產國際的鮑羅廷為顧問，負責改組國民黨，使之成為類似布爾什維克式政黨。中国共产党第三次全国代表大会于6月12日至20日在广州召开。此次大会的中心议题是讨论全体共产党员加入国民党的问题，通过了党的“三大”宣言和《关于国民运动及国民党的决议案》。。中共三大确定了全体共产党员以个人名义加入中国国民党，并与国民党建立「革命统一战线」的方针。

#### 中共系的活动
民国13年（1924年）1月20日至30日，孙中山在广州召开了国民党第一次全国代表大会，郑重阐明了三民主义。大会选举出中国国民党中央执行委员会，共产党员李大钊、谭平山、毛泽东、林祖涵、瞿秋白等10人当选为国民党中央执行委员或候补执行委员，约占委员总数的1/4。会后，在国民党中央党部担任重要职务的共产党员有：组织部长谭平山，农民部长林祖涵，宣传部代理部长毛泽东等。随后，全国大部分地区以共产党员和国民党员为骨干改组或建立了各级国民党党部。国民党的“一全”也标志着第一次国共合作的正式建立。
在蘇聯的援助下，民国13年（1924年）5月在廣州黄埔建立黃埔軍校。蒋介石任校长，廖仲恺任党代表，周恩来任政治部副主任。黄埔军校与以往军校的不同，把政治教育和军事训练放到同等重要的地位，注重培养学生爱国思想和革命精神，依照蘇聯紅軍的樣式。黄埔军校的成立为国民革命军奠定基础，培养了大批人才，包括林彪、徐向前等解放軍名將皆出自黃埔軍校。
民国15年（1926年）2月17日至3月15日，共产国际执行委员会第六次扩大会议在莫斯科举行，通过了《关于中国问题的决议》，提出中国共产党和国民党应进行土地改革。11月22日至12月16日，共产国际执行委员会第七次扩大全会在莫斯科举行，通过了《关于中国形势问题的决议》。斯大林在中国委员会上发表了《论中国革命的前途》的演说，提出土地革命和武装斗争在中国革命中的重要地位。
1925年5月30日，中国共产党以反对帝国主义屠杀中国工人为中心口号，发动群众在上海租界举行反对帝国主义的游行示威。租界的英国巡捕在南京路上先后逮捕100多人，当场打死13人，伤数十人，制造了震惊全国的五卅惨案。在中国共产党的领导和推动下，五卅运动迅速席卷全国，从工人发展到学生、商人、市民、农民等社会各阶层，约有1700万人直接参加了运动。在國民黨、青幫和商會的協助下，中共派劉少奇和李立三成立上海總工會，又在廣州成立全國總工會。6月，國共發動廣州、香港罷工，到10月，中共黨員增至2428人，到罷工結束時增至1.85萬人，工人佔60%。秋，段祺瑞（奉系）查封工會，蘇聯大力援助馮玉祥，國共也在北京發動示威倒段，最終歸於失敗。11月，鄒魯、林森等國民黨元老出面表達不滿，維經斯基要求中共收斂，緩和與「中派」戴季陶等的矛盾。

#### 合作破裂
孙中山去世导致的国民党权力真空和权力斗争，国民党派系丛生。中共在权力斗争中也加紧行动，控制党政要害部门，联合国民党左派，分化国民党；其领导的农民运动亦使军方利益受到了冲击。最终共产党在国民党内部的权斗中败北。
1927年4月6日，张作霖主导的北洋政府派军警突击搜查苏联大使馆，搜查出多份苏联和中共分裂中国罪证，并逮捕李大钊等中共人员，并以叛国罪起诉处死。
蒋介石識破斯大林令中共通過與國民黨左派合作奪取國民黨的領導權進而奪取中國政權的陰謀，奮起反蘇清共，汪精衞和平分共。
民国16年（1927年）4月12日，蒋介石在上海发起清党，大規模捕杀共产党员及親共國民党员。
1927年4月18日蒋介石在南京另立“国民政府”，与武汉国民政府对峙。1927年4月27日至5月9日中国共产党第五次全国代表大会在武汉召开，陈独秀受到批评。
共产国际"五月指示"要求中共实行土地革命，动员千百万农民自动没收土地，组建一支8个师或10个师的可靠军队。7月初，共产国际执行委员会向中共中央发出《关于中国革命目前形势的决定》，要求中共退出国共合作统一战线。。7月12日夜，根据共产国际执行委员会的紧急指示，在苏联顾问鲍罗廷的参与下，中共中央在汉口秘密进行了改组，成立临时常务委员会，由张国焘、李维汉、周恩来、李立三、张太雷组成临时中央委员会，代行中央政治局职权，陈独秀被停职，不再参加中央领导工作。当日，鲍罗廷按照联共（布）中央政治局的决定，要陈独秀动身去莫斯科，讨论中国革命问题。同日，临时中央开会讨论挽救时局的办法，决定在张发奎（北伐军第二方面总指挥）部队中发动军事暴动，在工农运动基础较好的湘、鄂、赣、粤举行秋收暴动；尽快召开一次中央紧急会议，确定党的新方针，由李维汉、张太雷、瞿秋白筹备。重视武装斗争，抓枪杆子，针锋相对地反击蒋、汪对革命力量的镇压，成为临时中央明确的指导思想。7月13日，中共中央发表《中国共产党中央委员会对政局宣言》，决定撤回参加国民政府的共产党员，准备发动军事暴动和秋收暴动。 　　 
1927年7月15日汪精卫在武汉召集会议，宣布停止与中国共产党的合作，第一次国共合作全面破裂。

### 武装割据时期（1927-1931）

#### 武装暴动
8月1日，中国共產黨周恩來、劉伯承、葉挺、賀龍（其時並非中共黨員）等指揮發動南昌暴動，建立了军队。8月4日，中共部隊放棄南昌，南下廣東，這是中共首次建立正式武裝部隊、也是國共雙方首次武力衝突。

#### 武装割据的形成

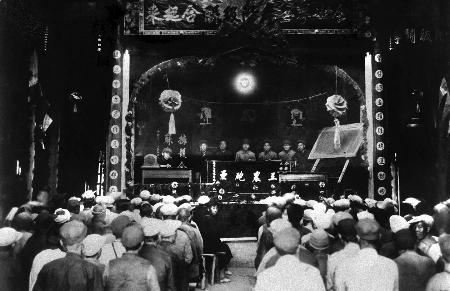
1931年十月革命节，江西瑞金叶坪村中华苏维埃共和国开国典礼

1927年9月9日毛澤東在湖南、江西边界發動秋收暴動。12月11日，共產黨在葉挺、葉劍英的領導下發動廣州暴動，次日宣布成立廣州蘇維埃政府，但隨即被廣東軍將領張發奎镇压。叶剑英和叶挺两人在战败后化装逃到香港。1928年2月，共產國際終於承認現在不是總暴動的時機，讓中共爭取工人和農民支持。1928年4月28日，朱德南昌起義部隊與毛澤東秋收起義部隊在江西井岡山會師，並於1928年5月組成中國工農紅軍。随着1929年毛泽东、朱德率领井冈山红四军转战赣南、闽西地区，共产党控制区（蘇區）的面积不断扩大。趁著蔣介石對付張作霖、馮玉祥和閻錫山等北方敵人，中共依靠南方山區打游擊戰，逐步擴展勢力。中共吸納了很多農民入黨，1928年6月黨員有13萬人。年底，井岡山根據地陷入重圍。毛澤東撤到江西，使用誘敵深入、乘勝追擊的戰術，擊敗江西省軍。1930年8月毛泽东、朱德领导的红一军团与彭德怀率领的红三军团在湖南浏阳永和会师，组成中国工农红军第一方面军。1930年10月到1931年9月，国民政府三次对中国共产党位于江西、湖南的根据地中央苏区进行围剿，均以失败告终。

#### 第二波路线斗争
中共六大在莫斯科召開，瞿秋白向布哈林和斯大林表示中國革命還處於高潮，應該考慮農村包圍城市的方案。但共產國際執著於工人革命，因此他們選擇工人向忠發為中共領導，向忠發倚重李立三工作。1929年12月起，共產國際認為革命形勢高漲，先後指示組建蘇維埃政權，召開全國蘇維埃代表大會，及成立中國蘇維埃臨時政府，並至少應奪取一個中心城市。李立三下令所有蘇區擴軍，全力進攻附近城市，尤想奪取武漢，但並未成功。7月，紅軍攻佔了長沙。中共認為全面奪權時機已經來臨，要求蘇聯支援中共和準備世界革命。共產國際被中共的要求激怒，同時紅軍的軍事行動迅速被何鍵率領的湖南省軍擊敗。1930年12月，共產國際改組中共中央，安插王明、博古、沈澤民、康生、王稼祥等留學生任職。這年江西蘇區開展反AB團運動，整個運動7.6萬人被殺。其中，紅二十軍和紅四軍衝突，導致紅二十軍副排級以上軍官全部被殺，史稱富田事變。 
|            | 共產黨（每月） | 共青團（上半年） |
| 中國共產黨 | 12820          | 7692             |
| 日本共產黨 | 1025           | 512              |
| 朝鮮共產黨 | 256            | 460              |

##### 失败责任的转嫁
民国16年（1927年）8月7日中共在汉口召开「八七會議」。该党文献称：该会议确定了中国共产党武装夺取政权的总方针，并視之為根本任务；此会议改变了陈独秀过去对全党的领导路线；瞿秋白、李立三、王明、博古先后主持中共中央工作；确定八七会议到遵义会议是探索如何完成根本任务的时期。该会议中，毛泽东提出了“枪杆子里面出政权”的著名论断。此会通过了《中国共产党中央执行委员会告全党党员书》、《最近农民斗争的议决案》、《最近职工运动议决案》、《党的组织问题议决案》并追认批准了1927年7月《中国共产党中央执行委员会致中国国民党革命同志书》等文件。八七会议把中共三大、中共四大、中共五大中共中央的决定所导致的后果责任推给了陈独秀，而共产国际通过该会议解除知识派中的泰斗，削弱了知识派在中共内部的影响力。
| 中共驻共产国际代表 | 中共驻共产国际代表     |
| 代表               | 任期                   |
| ------------------ | ---------------------- |
| 向忠发             | 1927年7月－1928年7月   |
| 瞿秋白             | 1928年7月－1930年9月   |
| 王明               | 1930年11月－1937年12月 |
| 王稼祥             | 1937年12月－1938年3月  |
| 任弼时             | 1938年3月－1940年3月   |

##### 对中国本土派的围剿
托洛茨基認為中國處於俄國1905年革命後的階段，若無意外因素則無蘇維埃革命條件；國民黨政府趨於穩定，中共應致力於促進民主選舉，但是共產國際認為絕對不應該妥協。1929年7月，陳獨秀開始讚同托洛斯基主張。同月，中国和苏联因中东路事件正在中国东北开战，共產國際組織部分中共在蘇人員參戰，要求中共舉行示威，「擁護工人階級的祖國蘇聯」，「不要讓資產階級用叛國罪把自己嚇住」。陈独秀反对中共“武装保卫苏联”。8月13日中共中央发出第44号通告，号召全党开展反对托派斗争后，中国托派被作为“反革命”、“出卖阶级的叛徒”，从中国共产党内被清除。10月俄共（布）远东局在作出的《关于共产国际执行委员会第十次全会决议的决议》中认为：“陈独秀同志表达了最右倾机会主义的，而且常常也是反革命的观点。”决议再次提到陈独秀对中东路问题的态度，认为反对“保卫苏联”的口号是“机会主义的左翼国民党观点”。中共中央政治局作出《中央關于反對黨內機會主義與托洛茨基主義反對派的決議》，要求陳獨秀“必須立即服從中央的決議，接受中央的警告，在黨的路線之下工作，停止一切反黨的宣傳與活動。”不久以陈独秀为首的托派被中央政治局开除党籍。1929年12月古田会议上毛泽东确立了其在红四军中的领袖地位。1931年5月1日，在陈独秀的号召下4个托派组织在上海召开了统一大会，成立了统一后的托派中央，陈独秀为总书记。

##### 国际派的胜出
1931年9月共产国际远东局指示中共改组中央领导，成立临时中央政治局。1931年1月的中共六屆四中全會上，共產國際試圖進一步提拔王明等人，遭到工會領袖何孟雄等人的抵制。中共從中央到區縣（城市）都發生了分裂。1月，羅章龍成立中國共產黨非常委員會，日後式微。4月起，政治局顧順章、向忠發先後被捕投降，致中共城市工作停轉。

##### 顾顺章叛变及灭门案
顾顺章被捕后叛变，向国民党方提供了大量情报，导致当时上海等地的地下党机构几乎完全被摧毁，多人被捕杀。中共中央秘密机关在转移时铲除了九名知情的顾家家人。不久周恩来等人被通缉。从此中共中央将工作中心由城市迁往农村，改写了中国共产党的历史进程。

### 分离主义时期（1931-1937）

#### 分离政权的建立

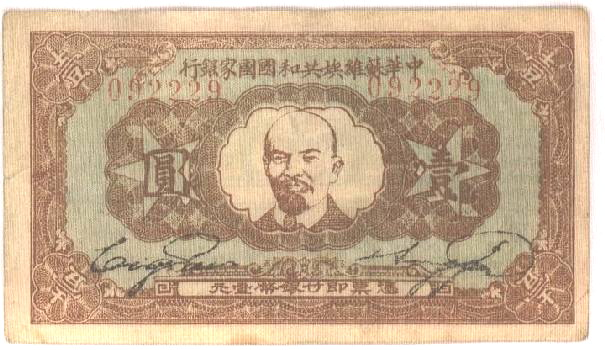
中华苏维埃共和国一元货币

1931年9月18日，日本军发动九一八事变。11月7日，中国共产党在蘇聯支援下成立中华苏维埃共和国，首都為江西省瑞金。該政權頒佈了憲法（憲法內主張中國境內的少數民族應有民族自決的獨立建國權），發行了貨幣、設計了國旗，同時將其所屬控制區域稱為「蘇區」。
1931年12月1日，毛澤東、項英、張國燾聯名於《中華蘇維埃共和國中央執行委員會布告》表明在一個中國疆域内有兩國：「從現在起，中國疆域內有不同的兩个中國，一個是中華民國，是帝國主義的工具，另一是中華蘇維埃共和國，是剝削與壓迫下廣大工農兵的國家。他的旗幟是打倒帝國主義，消滅地主階級，推翻國民黨軍閥政府，建立蘇維埃政府於全中國，為數萬萬被壓迫被剝削的工農兵士及其他被壓迫群眾的利益而奮鬥，為全國真正的和平統一而奮鬥。……他具有絕大威權打擊着國民黨軍閥政府由崩潰走到死滅，他一定要很快取得全中國革命的勝利。」。

#### 分离主义的受挫
1932年1月，日軍進攻上海，共產國際認為這是推翻中國政府的好時機。中共認為國民黨絕不抗日，要求士兵暴動，成立蘇維埃。淞滬抗戰期間，中共組織紅軍全力進攻中華民國。先攻贛州，未攻下。4月，紅軍攻克龍岩、漳州。江西、閩西蘇區擴展到25個縣。5月，中國與日本停戰，蔣中正實施第四次「圍剿」，鄂豫皖及湘鄂西蘇區被攻陷。湘鄂西蘇區肅反四次，殺兩萬多人；鄂豫皖蘇區將二百多知識分子肅成五、六人。1932年10月，毛泽东在宁都会议上被解除军权。
1933年，博古、李德要求重新查田，暗批毛澤東走「富農路線」，同時強調國土寸不容失，保障稅收制度，批判其友羅明。紅軍大勝於黃陂後，博古強化整肅，3月，根據地陷入糧荒。根據共產國際指示，中共恢復集市和工商業。共產國際批評北方局與馮玉祥結盟。6月，共產國際不許與十九路軍談判，要求中共東征。7月，蘇維埃政府發行公債，彌補財政缺口。中共大力倡導行業合作社。
民国23年（1934年），第五次圍剿戰爭中，国民革命军在德国顾问建议下步步为营，采取持久作战和堡垒主义的方式进攻工农红军，而中共方面，毛泽东失去军事领导权，博古、李德等执行王明“御敌于国门之外”的错误政策，导致失败。1934年初，紅軍攻沙縣。陳誠按兵不動，緩近廣昌，吸引紅軍回援。第三路軍擊敗紅一軍團，也向廣昌進軍。4月，紅軍力不能支，廣昌易手。中华苏维埃共和国临时中央政府迫於國民政府方面的軍事壓力于1934年10月18日撤离江西瑞金苏区，开始长征。同时，在南方还留下了一部分红军坚持游击战争，史称“南方游击战争”。红军在突围过程与国民政府军多次交火，损失惨重。
1935年1月长征途中的红一方面军在遵义召开中共中央政治局的扩大会议。会议结束了王明路线在党中央的统治；张闻天替代博古出任“总负责”，周恩来在军事上最高负责，毛泽东被补选为中共中央政治局常委，形成了张闻天、周恩来、毛泽东组成的新领导集体，毛泽东恢复了对红军的指挥权。毛泽东及时调整军事方针，最终成功摆脱国军的围追堵截，于1935年10月顺利到达陕西延安，与陕北红军会合。1936年10月，红军三大主力（红一方面军、红二方面军、红四方面军）在甘肃会宁会合，长征结束。

#### 分离主义的重生

1944年12月1日，支持中國共產黨的集會

中共中央通过长征从江西瑞金迁到陕北延安后，虽然摆脱了中央军，但依然危机四伏，有杨虎城的西北军，与张学良的东北军，东部和北部有阎锡山的晋绥军，西有马家军。
1936年2月，中國共產黨宣布开始东征抗日，擊潰閻錫山七個師。5月中共红军东征回师陕北后，继续坚持“停止内战，一致抗日”的主张。5月5日中国共产党发表《停战议和一致抗日通电》，通電表示：中國共產黨「願意在一個月內與所有一切進攻抗日紅軍的武裝隊伍實行停戰議和，以達到一致抗日的目的」，同时致书国民党中央，呼吁南京国民政府“停止内战，双方互派代表，磋商抗日救亡具体办法”，以实现两党合作抗日。中共于1936年10月由中国工农红军红四方面军主力2.18万人组建西路军，发动西征，意图打通经新疆与苏联的联系通道，但遭遇马家军的粉碎性打击而失败。

#### 分离主义的放弃
1936年12月12日，时任西北剿匪副总司令的东北军将领张学良和时任第十七路军总指挥的西北军杨虎城在中国西安发动“兵谏”，扣押时任国民政府军事委员会委员长和西北剿匪总司令的蒋中正，并杀害保安人员、中央机关人员。最终蒋中正被迫接受“停止剿共、一同抗日”的主张而获释。国民政府被迫放弃“攘外必先安内”基本国策，停止與紅軍作戰，抗日统一战线形式上建立，史称西安事变。
1937年9月6日，根據國共兩黨協議，中華蘇維埃人民共和國最後一個政府機關「中央政府西北辦事處」在延安改制為「中華民國陝甘寧邊區政府」，成為隸屬於國民政府行政院直轄行政區域下的一個特別行政區政府。

### 抗日统一战线时期（1937-1942）

#### 第二次国共合作
1937年卢溝橋事變後，中日兩國終於進入全面戰爭的狀態。8月22日至8月25日洛川會議中毛澤東指出，關于軍事問題，抗日戰爭將是一場艱苦的持久戰。毛泽东还提出紅軍的基本任務是：“創建根據地，牽制和相机消滅敵人，配合友軍作戰（主要是戰略配合），保存与擴大紅軍，以及爭取民族革命戰爭的領導權。”紅軍的作戰方針是獨立自主的山地遊擊戰爭。该会议根据毛泽东的提议，通过了《抗日救国十大纲领》。
1937年9月6日，第二次國共合作展開，其最后一个政府机关「中央政府西北办事处」在延安整编为陕甘宁边区政府。成為當時的国民政府行政院的一个直辖行政区域.陕北地区的紅軍（约4万人）改編為國民革命軍第八路軍（后依抗战序列改称国民革命军第十八集团军）东渡黄河，开赴华北前线；与此同时，另有约8,000名在红军主力长征后留在原地坚持游击战争的红色游击队集中组成了國民革命軍新编陆军第四軍（简称新四军）对日作战。

#### 中共的抗战活动
抗战期间，国共两党在名义上保持着共同对日的势态，實際上在後方積極拉攏農民成為共產黨的一分子。期间中国军队与日本发生22次大型会战和上万次中小战斗。1937年9月八路軍前线指挥官林彪配合阎锡山领导的太原会战，抓住有利战机，打了自稱是中国军队抗战以来的第一个大胜仗平型关战役。
1940年8月彭德怀在未收到医院养病的毛泽东批复的情况下,发动了百团大战。
1944年3月粟裕、叶飞發動了车桥战役，开启了新四军的蘇中1944年攻勢作戰。

#### 国共摩擦与决裂
国共双方之间也曾经爆发过多次流血冲突，其中有晉西事變、“黄桥战役”和“皖南事变”等。国民政府不再对共产党及其军队发放军饷补给，中共及其军队已不再听从国民政府号令，开始大力发展国民政府体制外的以抗日、民主为名的事实割据政权，国共统一战线已名存实亡。抗日战争结束时，中國共產黨的军队发展到了130余万人，民兵也发展到260余万人，控制约一亿人口。

## 毛泽东时代（1942-1976）

### 延安时期（1942-1946）
中国共产党自1921年成立后，接受共产国际指挥。1941年6月22日苏德战争爆发，苏联无暇经营中共事务。毛泽东利用这个时机，打击中共内部以王明为首的国际派。中共文献则称该运动是为了：提高党内成员马克思列宁主义水平，肃清教条主义的影响，纠正各种非无产阶级思想，提高战斗力，以便战胜困难，夺取胜利。据此决定在中共党内开展一场普遍的整顿作风的运动。
1941年初，中共中央集中在延安的120多名高级干部学习马列著作和党的历史文献。5月19日，毛泽东作了《改造我们的学习》的报告，强调要理论联系实际，提出了党内反对主观主义的斗争任务。同年七八月间，中共中央相继作出《关于增强党性的决定》和《关于调查研究的决定》，并号召其党成员加强调查研究，克服非无产阶级思想，加强党性锻炼。9月，中共中央召开政治局扩大会议。根据该党文献，此次会议检讨了其的历史上，特别是第二次国内革命战争时期政治路线的错误，肯定了1931年初党的六届四中全会到1935年底，以王明为代表的“左”倾机会主义错误是政治路线错误；提出发动全黨进行思想革命和解决理论与实际相结合的问题，同时讨论了如何使党的组织达到更进一步的统一和团结的问题。中央政治局在延安召开中共中央高级干部整风会议，整风学习从此开始。这是中共延安整风的预备阶段。
1942年2月，毛泽东在延安作了《整顿党的作风》和《反对党八股》的报告，提出了整风运动的内容、方针、任务和方法。4月，中共中央宣传部发布《关于在延安讨论中央决定及毛泽东同志整顿三风报告的决定》。在延安的近万名干部普遍参加了此次学习。6月，中共中央宣传部又发出在全党进行整风的指示：《关于在党内进行整顿三风学习运动的决定》。从此，中共党内军内的整风逐步展开。根据该党文献称此次整风的内容是反对主观主义以整顿学风，反对宗派主义以整顿党风，反对党八股以整顿文风；重点是反对主观唯心主义；延安整风的方针是“惩前毖后，治病救人”，即通过学习文件，掌握精神实质，检查自己的思想和工作，发扬党内民主，充分开展批评与自我批评，具体分析错误产生的根源，找出改正错误的方法，达到既要弄清思想，又要团结同志的目的；经过普遍的学习和整顿，提高全党的马克思列宁主义水平，克服工作中的缺点和错误，达到统一思想，端正作风，加强纪律，纯洁组织，提高党的战斗力。这是延安整风运动的第二阶段。
中國共產黨於1943年開始重新積極擴大自身的根據地。而自1940年代開始，中國共產黨內部意識到若要取得政權，唯一的機會是要將自身定位為真正不受外國勢力影響的中國的政治勢力。因此自1941年開始以延安市為據點的中國共產黨展開整風運動，排除以王明為首的第三國際代表在黨內的影響，並且將毛澤東的理論與原先的馬克思列寧主義視為指導思想；之後隨著《關於若干歷史問題的決議》通過到中國共產黨第七次全國代表大會召開，毛澤東在中國共產黨黨內的領導地位獲得確立。而隨著中國抗日戰爭在1945年逐漸接近結束，中國共產黨與中國國民黨間的政治問題開始被提及。1945年8月日本正式投降後，中國國民黨與中國共產黨兩黨代表於重慶市展開談判，並於10月10日簽署《雙十協定》。隔年雙方則召開政治協商會議並通過和平建國綱領等5個決議案，表示同意共同實現民主憲政。之後雙方分別在1946年2月底達成整軍方案，以及在同年3月底達成《東北停戰協定》。1943年5月15日，共产国际执行委员会主席团作出《关于提议解散共产国际的决定》，并于5月25日公开宣布《解散共产国际的决议》，声言这是为了适应反法西斯战争的发展，便于各国共产党独立处理问题。5月26日，中共中央发表决定，完全同意解散共产国际。
延安整风的第三阶段为总结历史经验的阶段(1943年10月至1945年4月)。在此阶段，该党高级干部重新学习中共的历史，研究、讨论、总结历史经验，检讨工作，开展批评与自我批评，弄清路线是非。1944年4月12日，毛泽东作了《学习与时局》的报告。据该党文献该报告：阐明了研究历史经验应当采取的正确方针和态度，对高级干部关于党的历史问题的讨论作了总结。1945年4月，中共六届七中全会通过了《关于若干历史问题的决议》。根据其文献此会对于该党的历史上各次“左”右倾错误，特别是第三次“左”倾错误，作出了批评和结论。至此，中共延安整风运动结束。
延安整风运动是一次全党范围内空前规模的马克思主义教育运动和思想解放运动。各机关的成员组成学习小组，来学习中央指定的二十二个文件，包括官方文件和个人著作讲话，其中以毛泽东的著作占六篇最多，而虽然也有许多国外作者如列宁、斯大林的著作，但在实行上被列为居次。延安整风彻底揭露、批判和清算了党内历次“左”右倾错误，特别是王明“左”倾错误在党内的恶劣影响，使全党的马克思列宁主义水平得到了进一步提高。延安整风后，王明在党内失去势力。全党在以毛泽东为首的中共中央领导下，达到了空前的团结，為日後與國民政府的軍事和政治鬥爭，以及第二次國共內戰的勝利建立政治基礎。

### 国共内战时期（1946-1950）

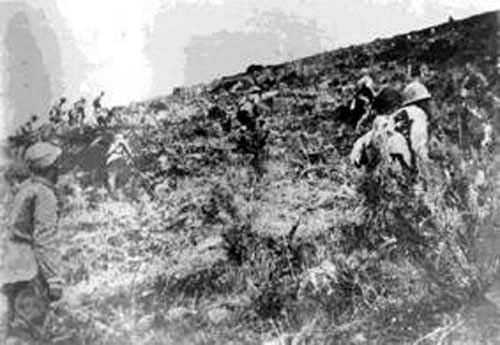
1947年5月中旬，解放军华东野战军于孟良崮战役中全歼国军精锐整74师，师长张灵甫阵亡

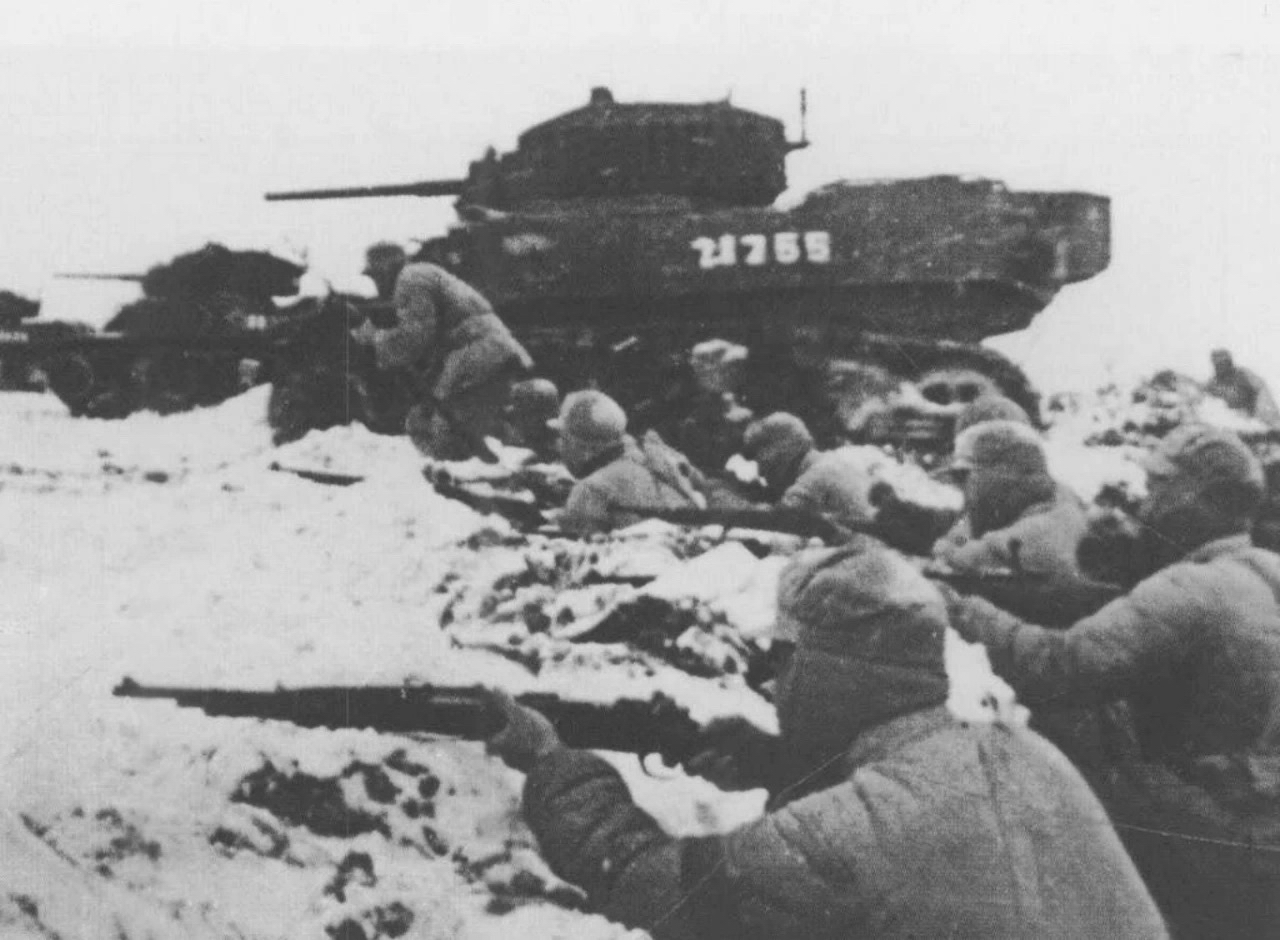
淮海战役中解放军方面的士兵

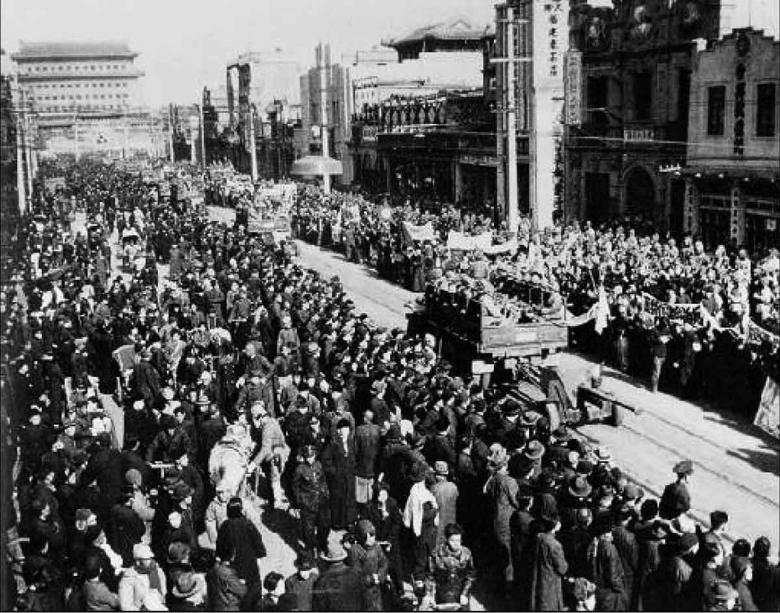
中国人民解放军進入北平

1945年8月抗日战争结束后不久爆发第二次國共內戰，中国共产党及后来的中华人民共和国稱之為“解放战争”，也称“第三次国内革命战争”；中国国民党及中華民国稱之為“戡亂”。
1945年8月至10月，毛泽东、周恩来等飞赴重庆与国民政府谈判。此時中共有120萬黨員，132萬正規軍，260萬民兵，有关问题的具体谈判主要在中共代表周恩来、王若飞和政府代表王世杰、张群、张治中、邵力子之间进行。经过激烈的争论，最终双方于10月10日签署“政府与中共代表会谈纪要”（即“双十协定”）决定在年底召开政治协商会议。9-11月，美國幫助國民黨接收華北，蘇聯幫助中共接收東北。國軍抵定江南。蘇聯向中共轉交5000挺機槍、15萬支步槍及一批重武器。1946年1月，国共两党并民盟、青年党等代表召开政治协商会议，通过了和平建国纲领等五个决议案，同意共同实现民主宪政。
1946年2月底，虽有反苏运动等因素，国共双方仍达成整军协定，统一将国共军队整编为国军。协定划定全国驻军服务区，各军队集结在此统一整编；整编以12个月为一期，分期缩编部队，直到完成全国60个师的目标。3月底，国共达成迄今最后一个正式协议东北停战协定。
1946年3月至1947年3月，国共双方处于边打边谈的状态，双方在东北、中原、华北等处展开争夺。1946年11月15日，国民大会召开。此时，国民政府为迎接制宪国民大會，下达了第四次停战令。1947年1月，《中华民国宪法》通过之后，国民政府应美國政府代表马歇尔的要求，先后三次呼吁中共举行圆桌会谈，以政治方式解决两党争端。共产党方面认为国民政府没有诚意，中共南京代表陆定一回应，“废除伪宪法和恢复1946年1月31日军事位置，是恢复和谈的最低限度”，至此国共谈判完全破裂。此时中共仍坚持在南京活动，不离开。国府两度委婉逐客无效，故2月底，国民政府公开下达逐客令，限令在南京、上海、重庆的中共留守处代表3月5日前撤离，并关停重庆《新华日报》社。3月7日，董必武率中共代表团返回延安。
| 時間                 | 發貨地點     | 機槍 | 步槍 | 子彈 | 其他物資 |
| 1945年11月2日前      | 沈陽         | 4000 | 11~12萬 | | 各種砲一批 |
| 1945年11月2-6日      | 沈陽、哈爾濱 | 1000 | 3.6萬 | 800萬 | 部分砲；手榴彈15萬；運輸機6架；火車2列；大衣2萬；皮鞋3萬；兵工廠1座 |
| 1945年12月初         | 旅順         | 100 | 近萬 | | 飛機40餘架 |
| 1946年3月            | 朝鮮         | | 3萬 | | |
| 1946年4月            | 哈爾濱       | 1萬 | 10萬 | | 1000門炮 |
| 1946年5月            | 朝鮮         | 115 | | 43萬 | 炸藥1萬箱 |
| 1946年6月            | 朝鮮         | 50 | 5000 | 300萬 | 本月另有一批，不詳 |
| 1946年7月15日-8月7日 | 朝鮮         | 688 | 12145 | 1000萬 | 167擲彈筒、7門炮、11164刺刀、43588發炮彈、22萬斤炸藥、火藥500箱 |
| 1946年9月            | 圖們         | | | | 100多節火車彈藥 |
| 1946年9-10月         | 安東         | 朝鮮北部日軍儲存之武器彈藥，數十艘汽船每日往返運輸 | 朝鮮北部日軍儲存之武器彈藥，數十艘汽船每日往返運輸 | 朝鮮北部日軍儲存之武器彈藥，數十艘汽船每日往返運輸 | 朝鮮北部日軍儲存之武器彈藥，數十艘汽船每日往返運輸 |
| 1946年12月到1月      | 蘇聯         | 1.51億盧布各式物資（含300萬匹布、560萬噸米和棉紗、3300噸汽油、500輛卡車、700噸炸彈等） | 1.51億盧布各式物資（含300萬匹布、560萬噸米和棉紗、3300噸汽油、500輛卡車、700噸炸彈等） | 1.51億盧布各式物資（含300萬匹布、560萬噸米和棉紗、3300噸汽油、500輛卡車、700噸炸彈等） | 1.51億盧布各式物資（含300萬匹布、560萬噸米和棉紗、3300噸汽油、500輛卡車、700噸炸彈等） |
| 1948年2月到12月      | 蘇聯         | 3.35億盧布各式物資 | 3.35億盧布各式物資 | 3.35億盧布各式物資 | 3.35億盧布各式物資 |
| 1948年遼沈戰役前     | 滿洲里等地   | 僅我們（蘇軍）兩個方面軍轉交的武器就有3700門火炮、迫擊炮和擲彈筒，600輛坦克，861架飛機，約12000挺機槍，近680個各種軍用倉庫以及松花江分艦隊的一些艦艇。稍後又轉交給他們大批的蘇制武器。各種槍炮、坦克，以火車運輸數日。武器彈藥的制式不同，有……捷克式和蘇式。 | 僅我們（蘇軍）兩個方面軍轉交的武器就有3700門火炮、迫擊炮和擲彈筒，600輛坦克，861架飛機，約12000挺機槍，近680個各種軍用倉庫以及松花江分艦隊的一些艦艇。稍後又轉交給他們大批的蘇制武器。各種槍炮、坦克，以火車運輸數日。武器彈藥的制式不同，有……捷克式和蘇式。 | 僅我們（蘇軍）兩個方面軍轉交的武器就有3700門火炮、迫擊炮和擲彈筒，600輛坦克，861架飛機，約12000挺機槍，近680個各種軍用倉庫以及松花江分艦隊的一些艦艇。稍後又轉交給他們大批的蘇制武器。各種槍炮、坦克，以火車運輸數日。武器彈藥的制式不同，有……捷克式和蘇式。 | 僅我們（蘇軍）兩個方面軍轉交的武器就有3700門火炮、迫擊炮和擲彈筒，600輛坦克，861架飛機，約12000挺機槍，近680個各種軍用倉庫以及松花江分艦隊的一些艦艇。稍後又轉交給他們大批的蘇制武器。各種槍炮、坦克，以火車運輸數日。武器彈藥的制式不同，有……捷克式和蘇式。 |
| 1949年7月到12月      | 蘇聯         | 4.21億盧布各式物資 | 4.21億盧布各式物資 | 4.21億盧布各式物資 | 4.21億盧布各式物資 |

马歇尔调停失败后，内战全面爆发。之后，国军调整战略，重点进攻共产党山东和陕北两大共產黨控制区。在陕北，国军一度占领延安，但此时共产党已经主动撤离延安，国军占领的只是一座空城。山东方面，解放军采取运动战打击国军，避免与国军进行主力决战。之后陈毅、粟裕率领解放军华东野战军在1947年5月的孟良崮战役中重创国军，全歼国军王牌主力、五大主力之首整编第七十四师，师长张灵甫阵亡。
1947年9月至1948年9月，解放军开始攻势作战，在东北，将国军压缩至几个相互孤立的城市，为辽沈战役奠定了基础。在陕北，彭德怀部队在1947年8月初围攻榆林，钟松整编36师北上救援。随后彭德怀围点打援，发动围攻钟松的沙家店战役。刘戡全力救援，钟松逃脱。10月，彭德怀再度围攻榆林，国军已经无兵可调，不得不由蒋中正致电宁夏主席马鸿逵求援，马鸿逵命整编18师支援榆林，彭德怀再度围点打援。宁夏军与彭德怀部队在元大滩激战，双方伤亡惨重。最后彭德怀撤退。2月，彭德怀部在宜川围点打援，歼灭刘戡29军主力，刘戡自杀。4月底彭部占领延安，后撤至黄龙地区休整。中原战场局势错杂，虽然国军寻机作战，但解放军运动灵活，故国军始终处于被动地位。1948年3月，陈赓谢富治兵团乘中原国军兵力空虚，进攻洛阳，两进两出，歼灭国军守军。4月，刘邓部队进攻阜阳。经过近一年的战斗，中原地区的战事转向对中共有利的一方，国军日趋被动。5月，中共成立中原野战军，发动宛东战役，击溃国军18军。6-7月，解放军华东野战军发动豫东战役，攻克开封，歼灭整编75师，确定了中共在中原地区的优势地位。毛泽东在1948年8月称“解放战争好像爬山，现在我们已经过了山的坳子，最吃力的爬坡阶段已经过去了。” 11月，在山东、华北等战场，解放军也展开了攻势。

1948年11月至1949年1月，解放军通过辽沈、淮海、平津三大战役基本上消滅國军的主力精銳，国共内战大势底定。1949年4月20日，國民政府最後拒絕在國內和平協定上簽字。21日，毛澤東和朱德發佈了《向全國進軍的命令》。命令內容為：

- 奋勇前进，坚决、彻底、干净、全部地歼灭中国境内一切敢于抵抗的国民党反动派，解放全国人民，保卫中国领土主权的独立和完整。
- 奋勇前进，逮捕一切怙恶不悛的战争罪犯。不管他们逃至何处，均须缉拿归案，依法惩办。特别注意缉拿匪首蒋介石。
- 向任何国民党地方政府和地方军事集团宣布国内和平协定的最后修正案。对于凡愿停止战争、用和平方法解决问题者，你们即可照此最后修正案的大意和他们签订地方性的协定。
- 在人民解放军包围南京之后，如果南京李宗仁政府尚未逃散，并愿意于国内和平协定上签字，我们愿意再一次给该政府以签字的机会。--《向全國進軍的命令》

1949年4月23日解放軍攻入南京，中華民國政府开始四处迁徙。解放军则向全国进军，逐步攻占了除台湾和少数沿海岛屿外的全部国土。1949年10月1日中国共产党在北京建立中华人民共和国，12月7日，中國國民黨领导的中華民國政府被迫撤往台湾。

### 社会主义改造时期（1949-1956）

#### 人民共和国的建立
經過數月的籌備，第一屆中國人民政治協商會議全體會議於1949年9月21日至30日在北平召開，通過了中國人民政治協商會議組織法、中華人民共和國中央人民政府組織法和具有臨時憲法性質的共同綱領，決定以北平為國都並改名北京、以公元紀年、以《義勇軍進行曲》為代國歌、以五星紅旗為國旗，通過了由180人組成的第一屆人民政協全國委員會名單，並選舉毛澤東為中央人民政府主席、其他6位為副主席、以及另外56位為中央人民政府委員。同年9月21日中国人民政治协商会议正式宣布中华人民共和国成立。10月1日，毛澤東在北京宣告中華人民共和國中央人民政府成立；12月7日，中華民國政府正式遷往台北，並繼續統治台灣本島及福建離島地區金門、馬祖(通稱為台澎金馬地區)至今。至此，中國歷史上海峽兩岸分別統治的政治格局，正式形成。
1971年10月25日聯合國通過2758號決議，決定由中華人民共和國政府取代中華民國政府獲得在聯合國代表中國的唯一合法席位。台灣海峽兩岸關係雖有發展，但兩岸在意識形態及台灣的政治地位問題上立場歧異，繼續處於分治的狀態。
中华人民共和国建立伊始，中国历经连年战争已近成废墟；按照中共论点，“從1949年10月中華人民共和國成立到1956年，中國共產黨領導全國各族人民有步驟地實現從新民主主義到社會主義的轉變，迅速恢復了國民經濟並開展了有計劃的經濟建設，在全國絕大部分地區基本上完成了對生產資料私有制的社會主義改造与农村“土改”，抑止了战时通货膨胀。”在苏联的援助下建立起一个初步完整的工业体系，并力图普及国民教育与建立基層医疗保障体系。外交上奉行完全倾向社会主义阵营（向蘇聯“一边倒”）的政策，援助各社会主义国家和新兴独立国家的共产主义活动。军事上，1950年基本消灭了国民政府在中國大陸的残余力量；同年，朝鲜進攻南韓，朝鮮戰爭爆发。联合国军仁川登陸後，击败朝鲜人民军，并推进至中朝边境。期間，曾多次轟炸中國東北。10月中共组建中国人民志愿军奔赴朝鮮，与朝鲜人民军一起与联合国军作战，使战线重回三八线，于1953年签署停火协议。朝鮮戰爭使美国认识到中共的军事能力，但也为中共和美國的關係的发展蒙上阴影，深刻影响了两岸问题及中华人民共和国的后续发展方向。
1949年后，中共在建国前三十年由毛澤東主导发起了很多政治运动，这些政治运动绝大部分是政治运动，或者是政治运动与经济政策的结合运动。大部分政治运动造成人口大量非正常死亡甚至被迫害，后来的中共领导人习近平对毛泽东做了评价和总结。

#### 政治领域的政权巩固
1950年5月1日至1950年底，在全党进行一次大规模的整风运动。主要是在领导干部中克服骄傲自满、以功臣自居的思想，官僚主义、命令主义的作风，改善党群关系；以及少数人的腐化堕落、违法乱纪。
1951年2月至1953年进行整党。

#### 经济领域的政权巩固
中共称三反五反运动是1951年底到1952年10月，在中共党政机关工作人员中开展的“反贪污、反浪费、反官僚主义”和在私营工商业者中开展的“反行贿、反偷税漏税、反盗骗国家财产、反偷工减料、反盗窃国家经济情报”的政治運動的统称。
1950年中国共产党七届三中全会以后，中共中央和中华人民共和国中央人民政府为了恢复国民经济，采取了一系列的政治经济措施，其中之一是调整工商业中的公私、劳资、产销关系。该党称此次调整后，资本主义工商业得到迅速发展；但资本家中的不法分子不满足于用正常方式获得一般利润，力图利用和国营经济的联系，以行贿、偷税漏税、盗骗国家财产、偷工减料、盗窃国家经济情报等手段牟取暴利，企图抗拒社会主义国营经济的领导，削弱国营经济；他们在经济上给国家造成重大损失，在政治上、思想上腐蚀了工人阶级和国家工作人员。
1951年10月，中共中央召开政治局扩大会议，决定在實際控制區內开展增产节约运动，促进经济建设。在运动中，揭发出大量的贪污盗窃现象，而贪污盗窃又与中共和其政府内部存在的严重官僚主义紧密相联。因此，中共中央在1951年12月1日和8日分别发出《关于实行精兵简政，增产节约，反对贪污，反对浪费和反对官僚主义的决定》及《关于反贪污斗争必须大张旗鼓地去进行的指示》，强调必须把“三反”斗争看作像镇压反革命运动一样重要，要大张旗鼓地发动广大群众。从此，“三反”运动在其各地区各系统各部门迅速展开。1952年1月4日，中共中央又发出《关于立即限期发动群众开展“三反”斗争的指示》
，要求各单位限期发动群众开展斗争。1月5日，周恩来在中国全国政协第三十四次常委会上作了《“三反”运动与民族资产阶级》的讲话，号召全国工商界积极参加“三反”运动。在“三反”运动中，一些单位揭发出私人工商业者的贪污、行贿偷税漏税等违法行为。为此，中共中央于１月５日发出了《关于在“三反”斗争中惩办犯法的私人工商业者和坚决击退资产阶级猖狂进攻的指示》。3月11日，中国政务院公布了《关于处理贪污、浪费及克服官僚主义错误的若干规定》。3月28日，中国政务院通过了《中华人民共和国惩治贪污条例》。文件根据“严肃与宽大相结合、改造与惩治相结合”的方针，规定了对贪污分子的处理办法。
该国官方文献称：在三反运动中，又暴露出大量的贪污盗窃与社会上不法资本家的行贿、偷税漏税、盗骗国家财产、偷工减料、盗窃国家经济情报的“五毒”行为密切相联，要彻底铲除“三害”，就必须反掉“五毒”。为此，1952年1月26日，中共中央发出了《关于在城市中限期展开大规模的坚决彻底的“五反”斗争的指示》，要求向违法资本家开展一场大规模的“五反”运动。2月上旬，五反运动从各大城市开始，很快在全国大张旗鼓地开展起来。3月11日，中国政务院批准公布了北京市人民政府《在“五反”运动中关于工商户分类处理的标准和方法》。要求：把私营工商户分为守法户、基本守法户、半守法半违法户、严重违法户、完全违法户５类进行定案处理。10月中共中央批准了安子文、廖鲁言关于结束“三反”、“五反”运动的两个报告，“三反”和“五反”运动结束。

#### 文化领域的政权巩固
双百运动指“百花齐放、百家争鸣”，是1956年4月毛泽东在中共中央政治局扩大会议提出的，繁荣文化事业的基本方针。
1956年4月28日，毛泽东在中共中央政治局扩大会议上说：“‘百花齐放、百家争鸣’，即艺术问题上百花齐放，学术问题上百家争鸣，我看应该成为我们的方针。”5月2日，毛泽东在最高国务会议上正式宣布将“百花齐放、百家争鸣”作为其发展科学、繁荣文学艺术的指导方针。“百花齐放”和“百家争鸣”分别于1951年和1953年提出，1956年正式提出双百方针。1967年人民日报曾撰文称“双百方针”的目的是引蛇出洞的“阳谋”。
中共称反右运动是1957年开展的反对资产阶级右派的政治运动。
1956年11月召开的中国共产党八届二中全会，决定从1957年起开展党内整风运动。1957年4月27日，中共中央公布《关于整风运动的指示》。该指示决定在全党进行一次以正确处理人民内部矛盾为主题，以反对官僚主义、宗派主义和主观主义为内容的整风运动，发动群众向党提出批评建议。
中共认为这是发扬社会主义民主，加强其党建的正常步骤。且称广大群众、党外人士和广大党员积极响应中共中央的号召，对党和政府的工作以及党员干部的作风提出了许多的批评、建议；但也确有极少数资产阶级右派分子乘机向中国共产党和新生的社会主义制度发动猖狂进攻，妄图取代共产党的领导。
针对这种情况，1957年5月15日毛泽东撰写了《事情正在起变化》一文，要求认清阶级斗争形势，注意右派的进攻。6月8日，中共中央发出《关于组织力量准备反击右派分子进攻的指示》，同日《人民日报》也发表了《这是为什么？》的社论。从此，开始了反击右派的运动。中共认为在当时的形势下，对极少数资产阶级右派分子的进攻进行反击是正确的，必要的，这对于分清大是大非，稳定新建立起来的社会主义制度具有重要意义；但是，由于对1957年春夏的国内阶级斗争形势估计得过于严重又采取了大鸣、大放、大字报、大辩论的形式，在全国开展了一场群众性的政治运动，致使反右运动被严重扩大化了。中共文献指出此次运动有一大批忠贞的中共党员、有才能的知识分子、有长期合作历史的民主党派朋友、政治上不成熟的青年被错划为右派分子；他们被下放进行劳动改造，身心受到严重伤害 ，不能发挥应有的作用，给党和国家造成严重损失。
根据中共十一届三中全会之后的复查统计，全国共划分右派份子多达552877人。

### 社会主义建设、教育时期（1956-1966）
大跃进是在1958至1960年上半年，在中国共产党领导下，於中华人民共和国发生的试图利用本土充裕劳动力和蓬勃的群众热情在工业和农业上“跃进”的社会主义建设运动。
由於1956年中华人民共和国生产资料私有制的社会主义改造基本完成，1957年又完成了发展国民经济的第一個五年計劃。1958年至1960年，中國共產黨發動主張「超英趕美」的大躍進，但反而造成國民經濟的倒退和三年大饑荒的發生。其中1959年廬山會議上，毛澤東因為彭德懷等人的異議而下令發動反右傾運動，進而造成社會經濟陷入困頓，並且一直到1962年七千人大會召開後才得以制止。與此同時，中國共產黨和蘇聯共產黨因為意識形態差異而宣告分裂。
反右倾运动亦称“反右倾斗争”，是1959年庐山会议后随即展开的一场政治运动。1959年庐山会议中，中华人民共和国国防部部长彭德怀、中共中央政治局候补委员张闻天等反对毛泽东发动的大跃进运动有较大异议的中共党员被打倒，会后毛泽东发动“反右倾”斗争。大量中共党员遭到批判，部分被定性为“右倾机会主义分子”受到组织处分，大跃进运动温度不降反升，造成更多的人饿死。据1962年甄别平反时的统计，被重点批判和定为右倾机会主义分子的干部和党员有三百几十万人。中共后来认为这些干部和党员大都是敢于讲真话、敢于反映真实情况和敢于提出批评意见的，运动是错误的。
四清运动，简称“四清”，是1962年底中共八届十中全会以后由毛主席在中国农村逐步推开的一场政治运动，意图“反修防修”，防止演变。四清运动最初是“清工分，清账目，清财物，清仓库”，后来扩大为“大四清”，即“清政治，清经济，清组织，清思想”。农村的四清运动与城市里的五反运动合称社会主义教育运动。

### 文化大革命时期 （1966-1976）
1964年7月，文化革命五人小組根據毛澤東提議成立，1966年2月3日小組發表二月提綱，文化大革命正式展開。不久劉少奇、鄧小平、陶鑄被革除國家和黨的職務，文革小組取代中央書記處和政治局，文革小組碰頭會成為文革期間最高會議。
1966年2月3日，中國共產黨透過文化革命五人小組發表《二月提綱》，文化大革命正式展開。在這之後引起長達10年激烈的一系列政治鬥爭，並且對中國社會、文化和古蹟造成嚴重破壞。這時期也因為文化革命造成經濟停滯不前，人民生活陷入困苦，最終文化大革命一直到1976年四人幫遭到瓦解而結束。
1969年4月1日，中国共产党第九次全国代表大会在北京召開，大會通過的黨章確立林彪為毛澤東的接班人。翌年，中共九屆二中全會在廬山召開，陳伯達及林彪的其他黨羽在會上，積極建議恢复设置中华人民共和国主席一職，謀求林彪擔任此職，遭到主張修憲「廢除國家主席」的毛澤東駁斥，大會轉而批判陳伯達。
1971年9月8日，副統帥、中國共產黨中央委員會副主席，毛澤東的支持者和接班人林彪下達反革命武裝政變手令，企圖謀害毛澤東，另立中央。在其策劃反革命政變、謀害毛澤東的陰謀敗露後，1971年9月13日，突然乘飛機出逃，並在蒙古墜機失事。
1973年8月24日至28日，中共十大在北京舉行。1973年8月30日，中共十屆一中全會在北京舉行。會上王洪文成為名列周恩來之後的黨的排名第二的中共中央副主席。
1974年1月，毛泽东批准江青、王洪文的要求，转发江青主持选编的《林彪与孔孟之道》，“批林批孔”运动展开。
1974年10月周恩來因病住院後，鄧小平獲任國務院第一副總理，實際負責日常工作，開始整頓生產秩序，試圖對“文化大革命”的政策作出修正。1975年1月8日至10日，中共十屆二中全會在北京舉行。
1976年2月，“四人幫”經毛澤東批准，掀起以批判鄧小平為主的「批鄧、反擊右傾翻案風」。
1976年9月9日，毛澤東因病逝世。10月6日以華國鋒、葉劍英、李先念為首的黨中央，採取了政变的方法，在没有逮捕令甚至没有正式的会议决议前提下，在中南海怀仁堂秘密逮捕四人幫成員及清洗其支持者的活動，中共官方号称「粉碎四人幫」。至此，長達十年、對中國社會、文化及古蹟造成嚴重破壞的文化大革命結束。
据各方估计，文革期间中国大陆非正常死亡人口达数十万至2000万不等，从北京的“红八月”起，诸多地区发生了大屠杀，包括广西文革屠杀（及大规模吃人事件）、内蒙古内人党事件、广东文革屠杀、云南文革屠杀、湖南文革屠杀等。1975年8月，河南驻马店爆发了二十世纪世界最重大的人为技术灾难“河南“75·8”水库溃坝”，据估计造成数万人至24万余人死亡。
“文革”结束後，经过十一届三中全会等一系列会议，中共領導政策開始由階級鬥爭轉向经济建设和改革開放。

## 华国锋时期（1976-1978）

### 邓小平再次复出
1977年7月16日至21日，中共十届三中全会在北京举行。全会追认华国锋任中共中央主席、中共中央军委主席的决议，邓小平恢复中共中央副主席和国务院副总理等职务。
1977年8月召开了中国共产党第十一次全国代表大会，华国锋为中央委员会主席，叶剑英、邓小平、李先念和汪东兴为副主席。五人组成中央政治局常务委员会。
1977年8月19日，十一届一中全会在北京举行。1978年2月18日至23日，十一届二中全会在北京举行。1978年11月10日至12月15日中共中央工作会议在京召开，为十一届三中全会做预备。

### 改革开放的确立
1978年12月18日召开的中共十一届三中全会是一个重要的转折点。会议改变了“文化大革命”及其以前的“左”倾路线，批判了“两个凡是”。邓小平在会上提出要“解放思想，实事求是”。会上还重新评估了1976年的天安门事件，为其平反。此后中国共产党的工作重心转到现代化建设和改革开放上。
1979年9月25日－28日，十一届四中全会在北京召开。1980年2月，在召开的中共十一届五中全会上胡耀邦出任总书记（书记处负责人）， 全会一致通过了为前国家主席刘少奇平反的决议。
1981年6月，中共十一届六中全会上，通過了《关于建国以来党的若干历史问题的决议》，华国锋辞去中共中央主席，胡耀邦接任中共中央主席，鄧小平接任中共中央軍委主席。

## 邓小平时代（1978-1989）

### 中共十二大
1982年8月6日，十一届七中全会在北京举行。1982年中共十二大通过的新党章规定，不再设中国共产党中央委员会主席和副主席职务，同时确立以总书记为中共中央主要负责人。

### 六四事件
1989年4月初，北京一些高校的青年學生針對中國大陸現實社會中存在的問題開展各種形式的活動，形成學潮。4月15日，原中共中央總書記胡耀邦逝世，廣大群衆和青年學生舉行各種形式的悼念活動。之後，首都及地方一些高校的學生大批湧上街頭舉行遊行活動。4月26日，中共在《人民日報》發表題爲《必須旗幟鮮明地反對動亂》的社論，指出這是一場有計劃的陰謀，是一次動亂，其實質是從根本上否定黨的領導，否定社會主義制度。社論號召大家緊急行動起來，采取堅決有力的措施制止動亂。但是，形勢並沒有好轉。5月19日晚，中共中央決定在首都部分地區實行戒嚴，戒严部队被许多北京市民阻拦，未能入城。中共中央、國務院、中央軍委采取措施，6月4日凌晨，解放军进入天安门实行武力镇压，军方与群眾、學生爆发冲突，造成平民及军人流血伤亡（流传的伤亡数字不一）。六四天安门事件后，召开了中共十三届四中全会，确立了以总书记江泽民为核心的第三代中央领导集体。鄧小平等領導人逐漸退出前台，实际邓小平幕后問政直至九十年代中期。

### 权力交棒
六四事件不仅导致邓小平的另一个接班人，时任中共中央总书记赵紫阳（以及据说是原定接任赵紫阳的政治局常委胡启立）下台，赵紫阳此后一直被软禁，直至2005年去世；更导致邓小平威望受损。
邓小平决定不在现有的北京高层中选择一名接班人，而是从上海召来在保守派中有较高认可度的时任中共上海市委书记江泽民任中国共产党中央委员会总书记。从此江泽民被确认为中共第三代领导集体核心。不久邓小平又将改革派年轻的胡锦涛提升成为中共中央政治局常委和中共中央书记处书记，胡锦涛常被认为是邓小平为江泽民安排的继任者。
1989年9月4日，邓小平请辞中共中央军事委员会主席职务。11月9日，中共十三届五中全会同意邓小平辞去中央军委主席职务。
中共中央在1989年六四事件后，就是否继续改革开放出现意见分歧，眼见改革开放即将搁浅，已身无所职的邓小平，于1992年1月18日至2月21日期间南巡，邓小平在中国南方的武昌、深圳、珠海、上海等地所做的巡视以及讲话，重申与改革开放相关的邓小平理论，并期许广东能按其“生产力为基础的发展观”发展经济在20年内追上亚洲四小龙。他被官方誉为是“改革开放和中国社会主义现代化建设的总设计师”，他自己却说，改革其实是“摸着石头过河”。

## 江泽民时代（1989-2002）

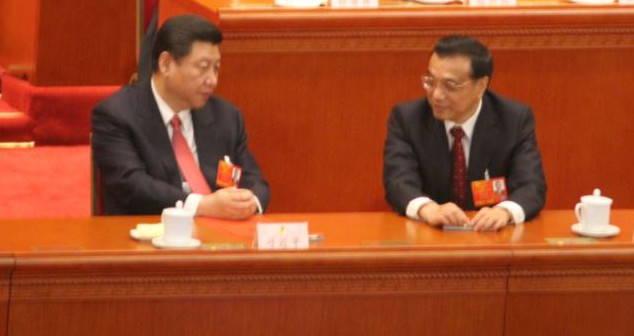
中共第五代領導人習近平（左）和李克強（右）

在1989年六四天安门事件結束後，中國共產黨召開十三屆四中全會。在會議中決定撤銷趙紫陽的中國共產黨中央委員會總書記等職務，進而確立江澤民在中國共產黨黨內的領導核心地位，並且建立包括李鵬、朱鎔基等人的第三代中央領導集體。而儘管六四天安门事件一度讓改革開放政策暫緩，1990年代初期有關社會主義市場經濟之政策重新獲得施行，這讓鄧小平的經濟學觀點重新獲得重視。1997年中共十五大上，邓小平理论正式加入《中國共產黨章程》，與原先的馬克思列寧主義和毛澤東思想同樣列為指導思想。
中共中央總書記江澤民繼承鄧小平在1980年代「最高領導人」的位置，並延續後者絕大部分政策。隨後江澤民則提出了“三个代表”重要思想，主張中國共產黨應代表中國先進社會生產力的發展要求、先進文化的前進方向以及要眾多人民的基本利益；在2002年中共十六大上，三個代表思想獲得批准並修訂至《中國共產黨章程》中，並且作為中國共產黨的指導方針。在三個代表思想中，透過制定理論的方式讓民營企業家和入境資產階級分子得以合法加入中國共產黨。

## 胡锦涛时代（2002-2012）
2002年11月中共十六大和中共十六屆一中全會召開，胡錦濤當選中國共產黨中央委員會總書記而接替江澤民最高領導人位置，並且和吳邦國、溫家寶等人組建第四代中央領導集體。
不同於先前的毛澤東、鄧小平和江澤民等人的統治，胡錦濤把重點放在集體領導上，而反對單一個人在政治體系中佔有主導地位。由於過去中華人民共和國政府主要注重經濟增長，反而促成一系列嚴重的社會問題發生。為了解決這些問題，胡錦濤提出在社會主義社會發展科學發展觀和和諧社會這兩個主要思想。其中科學發展觀在2007年10月21日召開的中共十七大上列入《中國共產黨章程》修正版中，但一直到2012年11月14日的中共十八大上才視為指導方針。

## 习近平时代（2012-至今）
胡錦濤在2012年11月召開的中共十八大和中共十八屆一中全會上卸去中國共產黨中央委員會總書記和中國共產黨中央軍事委員會主席職務，並且由新選出的習近平接替這兩個職位，之後與李克強等人組建第五代中央領導集體。習近平上任中共總書記後不久便展開數十年來最為積極的反腐敗工作，但與此同時開始整合中國共產黨中央委員會總書記的權力，這使得外國評論家認為其破壞集體領導制度、而朝向毛澤東的統治方式。

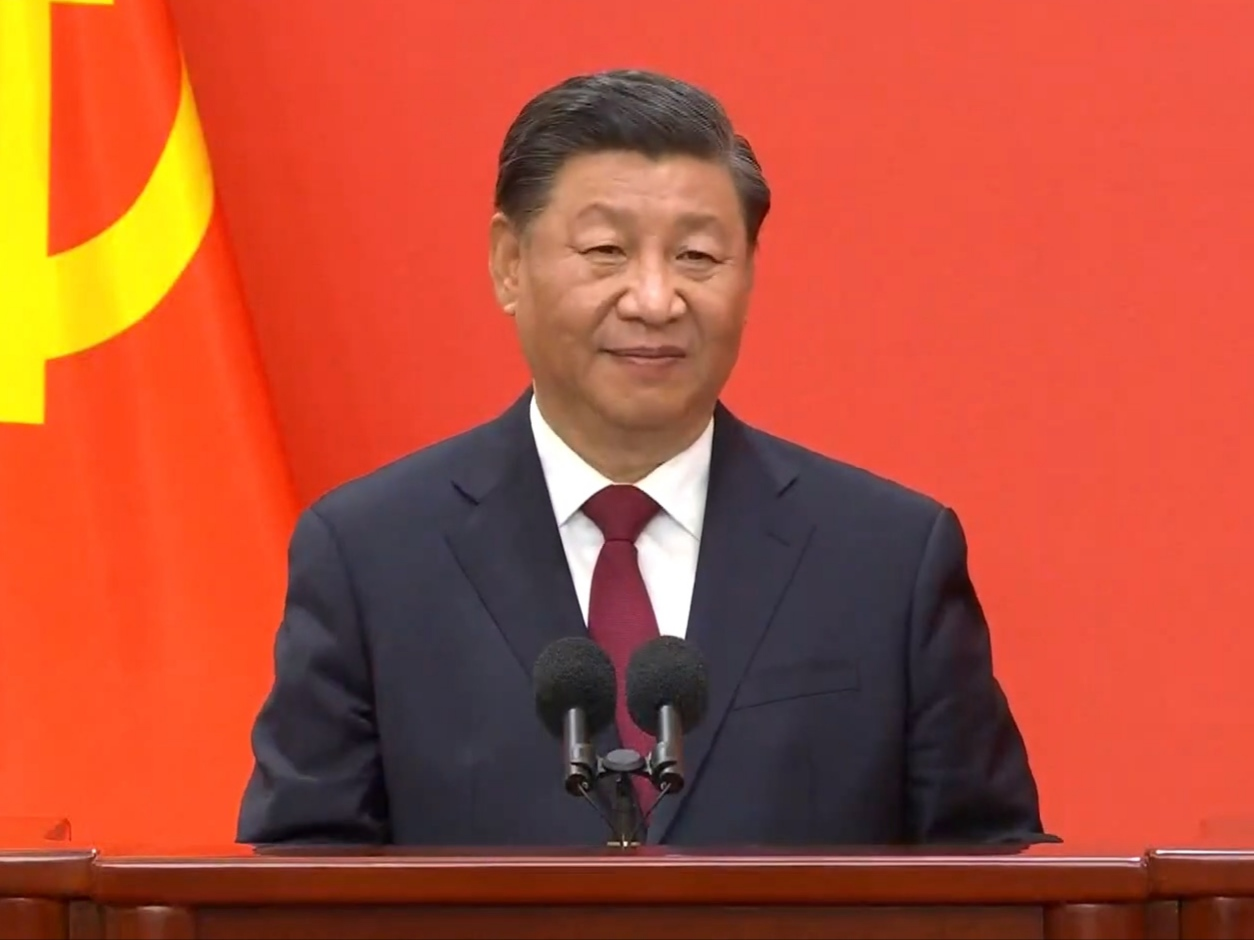
习近平在中共二十届一中全会闭幕后同中外记者见面会上讲话，2022年10月23日

2020年冠狀病毒病疫情发生后，身为中共中央总书记的习近平一直强调自己亲自指挥防疫工作，并在2020年2月3日《求是》发表的“在中央政治局常委会会议研究应对新型冠状病毒肺炎疫情工作时的讲话”表明：早在1月7日已经在中央政治局常委会上提出防疫要求。香港《明報》“京城密語”专栏指，中央领导人初期对疫情并不重视，甚至要求不要造成民众恐慌，影响即将到来的春节气氛。
2021年是中国共产党成立100周年根据中共中央宣传部在3月23日发布会上的介绍，庆祝活动主要包括：在2021年7月1日诞生纪念日举行庆祝大会；开展“七一勋章”评选颁授和全国“两优一先”评选表彰；开展党史学习教育；举办大型主题展览；举办文艺演出；召开理论研讨会和座谈会；创作推出一批文艺作品和出版物；开展群众性主题宣传教育活动。。
2022年6月，中共中央办公厅印发《领导干部配偶、子女及其配偶经商办企业管理规定》，要求党政机关、群团组织、企事业单位厅局级次以上领导干部每年报告配偶、子女及其配偶经商办企业情况。
2022年10月召开的中共二十大上，69岁的习近平当选第二十届中央委员，并在中共二十届一中全会上再次连任中共中央总书记和中共中央军委主席，开始第三个任期。改革開放確立「兩屆任期」以後，他是中共歷史上首位成功打破傳統的主要領導人。與習近平關係密切的李強、蔡奇、丁薛祥等人都進入中央政治局常委會。